# Gmina Ston
Gmina Ston (chorw. Općina Ston) – gmina w Chorwacji, w żupanii dubrownicko-neretwiańskiej. W 2011 roku liczyła 2407 mieszkańców.

## Miejscowości
Miejscowości wchodzące w skład gminy Ston:
- Boljenovići
- Brijesta
- Broce
- Česvinica
- Dančanje
- Duba Stonska
- Dubrava
- Hodilje
- Luka
- Mali Ston
- Metohija
- Putniković
- Sparagovići
- Ston
- Tomislavovac
- Zabrđe
- Zamaslina
- Zaton Doli
- Žuljana